# Kreis Chur
| Chur                | Chur                |
| ------------------- | ------------------- |
| Chur                |                     |
| Basisdaten          |                     |
| Staat:              | Schweiz             |
| Kanton:             | Graubünden (GR)     |
| Bezirk:             | Plessur             |
| Hauptort:           | Chur                |
| Fläche:             | 28,09 km²           |
| Einwohner:          | 33'377 (31.12.2009) |
| Bevölkerungsdichte: | 1188 Einw. pro km²  |
| Aufgehoben am:      | 31. Dezember 2015   |
| Karte               |                     |
| Karte von Chur      |                     |

Der Kreis Chur bildet bis zum 31. Dezember 2015 zusammen mit den Kreisen Churwalden und Schanfigg den Bezirk Plessur des Kantons Graubünden in der Schweiz. Der Sitz des Kreisamtes war in Chur. Durch die Bündner Gebietsreform wurden die Kreise aufgehoben.

## Gemeinden
Der Kreis Chur bestand lediglich aus der Hauptstadt Chur und war mit deren Gebiet identisch:
| Wappen | Name der Gemeinde | Einwohner (Dez. 2009) | Fläche in km² | BFS-Nr |
| ------ | ----------------- | --------------------- | ------------- | ------ |
| Chur   | Chur              | 33'377                | 28,09         | 3901   |

## Veränderungen im Gemeindebestand

### Fusionen
- 1852: Hof Chur und Chur → Chur